# Inquisitors of Satan
Albums de Deathspell Omega
Infernal Battles
(2000) Si Monumentum Requires, Circumspice
(2004)
Inquisitors of Satan est le deuxième album studio du groupe de Black metal français Deathspell Omega. L'album est sorti le 22 mai 2002 sous le label Northern Heritage Records.

## Liste des morceaux
1. From Unknown Lands of Desolation' 5:38
2. Torture and Death 4:26
3. Desecration Master 5:42
4. Lethal Baptism 3:49
5. Succubus of All Vices 6:19
6. Inquisitors of Satan 5:42
7. Decadence 6:33